# BHRT
Radiotelevizija Bosne i Hercegovine, nota anche con l'acronimo BHRT, precedentemente conosciuta come PBSBiH ("Servizio pubblico radiotelevisivo della Bosnia ed Erzegovina") è l'ente radiotelevisivo pubblico della Bosnia ed Erzegovina. Trasmette da Sarajevo in bosniaco. È membro dell'Unione europea di radiodiffusione (UER).

## Storia
Conosciuta come RTVBiH (Radio-Televizija Bosne i Hercegovine) dal 1992 al 1998, quando l'azienda fu ristrutturata ed assunse il nome attuale, il 1º gennaio 1993, RTVBiH fu ammessa come membro effettivo dell'Unione europea di radiodiffusione. L'affiliazione fu poi trasferita al nuovo ente pubblico radiotelevisivo PBSBiH nel 2000.
RTVBiH (e quindi, di conseguenza, la BHRT) nacque nel 1992 dalla RTV Sarajevo, una degli otto enti pubblici radiotelevisivi dell'allora Jugoslavia: gli altri enti erano RTV Lubiana, RTV Zagabria, RTV Belgrado, RTV Novi Sad, RTV Titograd, RTV Priština, e RTV Skopje.
Nel 2016 (ultima partecipazione della Bosnia ed Erzegovina all'Eurovision Song Contest) l'azienda ha annunciato che avrebbe probabilmente interrotto le proprie attività a causa di una forte carenza di fondi.
Ad oggi, nonostante la continuazione del servizio, l’azienda continua a soffrire cronicamente dell’assenza di fondi e del rischio di chiusura.

## Canali
Nel 2018 la BHRT gestisce i canali di tre enti pubblici radiotelevisivi:
1. BHRT (Radiotelevizija Bosne i Hercegovine) l'ente radiotelevisivo pubblico, incaricato di mandare onda e trasmettere i programmi del canale televisivo nazionale (BHT1) e del canale radiofonico nazionale (BH Radio 1).
2. RTVFBiH (Radiotelevizija Federacije Bosne i Hercegovine) che possiede propri canali e frequenze all'interno della Federazione di Bosnia ed Erzegovina e che trasmette in bosniaco e croato.
3. RTRS (Radiotelevizija Republike Srpske) che possiede propri canali e frequenze all'interno della Repubblica Srpska e che trasmette in serbo.